# Kanton Wingles
Wingles (Nederlands: Westerwinkel) is een kanton van het Franse departement Pas-de-Calais. Het kanton maakt deel uit van het arrondissement Lens.

## Gemeenten
Het kanton Wingles omvatte tot 2014 de volgende gemeenten:
- Bénifontaine
- Hulluch (Hullode)
- Meurchin
- Vendin-le-Vieil (Oudwenden)
- Wingles (Westerwinkel) (hoofdplaats)

Ingevole de algemene herindeling van de kantons vanaf 2015 zijn dat sindsdien:
- Bénifontaine
- Estevelles
- Grenay
- Hulluch (Hullode)
- Loos-en-Gohelle
- Meurchin
- Pont-à-Vendin (Wendenbrugge)
- Vendin-le-Vieil (Oudwenden)
- Wingles (Westerwinkel) (hoofdplaats)